# Pliopedia
{{#ifeq:0|0|{{#if:|{{#if:Pliopediapacifica|[[]}}|}}}}
Pliopedia pacifica — вимерлий вид моржів, знайдений на території нинішньої Центральної долини, Каліфорнія, США, який жив у пізньому міоцені. Це був м'ясоїд-амфібія.